# Plesioselachus
Plesioselachus è un genere estinto di pesce cartilagineo del Devoniano superiore (Famenniano), dalla classificazione incerta. Comprende un'unica specie, P. macracanthus, rinvenuta nel lagerstätte di Waterloo Farm, in Sudafrica. È noto da un unico scheletro articolato incompleto e alcuni resti isolati. Si distingue per una lunga spina dorsale, pari a circa un terzo della lunghezza corporea.

## Descrizione
Inizialmente classificato come elasmobranco, è stato poi ricollocato genericamente tra i condritti, data la scarsità di dati per definirne il sottogruppo. L'olotipo, lungo 44 cm, conserva gran parte dello scheletro postcranico ma manca della testa. Si riteneva che fossero presenti mascella inferiore (cartilagine di Meckel) e superiore (palatoquadrato), ma questi elementi appartengono probabilmente a ceratoiale e iomandibolare.
La colonna vertebrale, lunga 31 cm, è completamente conservata e termina nella pinna caudale. Gli archi neurali sono simili a quelli degli olocefali simmoriidi e stetacantidi. La spina della pinna dorsale è lunga 16 cm, leggermente ricurva e simile a quelle degli elasmobranchi ctenacanti. Inizialmente si pensava che la pinna dorsale avesse una placca basale triangolare, ma tale materiale potrebbe appartenere al placoderma Bothriolepis africana. Non vi sono tracce di una seconda pinna dorsale, di una spina aggiuntiva o della pinna anale, anche se ciò potrebbe essere dovuto alla conservazione incompleta.
Plesioselachus è uno dei pochi condritti devoniani di cui si conoscono i resti dello scheletro pettorale (Coates e Gess, 2007). L'olotipo conserva lo scapolocoracoide sinistro, mentre alcuni esemplari paratipo ne mostrano ulteriori dettagli. La sua morfologia è simile a quella di simmoriidi e stetacantidi, ma senza creste articolari sulle radiali pettorali. In vista laterale, le proporzioni ricordano gli elasmobranchi xenacantidi. È visibile un’impronta sbiadita della pinna pettorale, mentre pinna e cinto pelvico non sono conservati (materiali precedentemente attribuiti potrebbero appartenere ad alghe brune).
Sono presenti semplici scaglie romboidali sulla pinna caudale e poche nella regione ventrale del tronco. L'assenza di scaglie potrebbe dipendere dalla fossilizzazione, ma è anche una caratteristica comune nei primi pesci cartilaginei. Alcuni resti, come una spina dorsale isolata lunga 22,5 cm, suggeriscono che Plesioselachus potesse raggiungere il metro di lunghezza (Gess e Withfield, 2020).